# Michael Potts
Michael Potts (Brooklyn, 21 de septiembre de 1962) es un actor estadounidense, reconocido por interpretar los papeles del hermano Mouzone en el seriado The Wire, de Mafala Hatimbi en el musical The Book of Mormon y del detective Gilbough en la primera temporada de True Detective. En 2020 interpretó el papel de Slow Drag en Ma Rainey's Black Bottom.

## Filmografía

### Cine
| Año  | Título                                        | Papel               | Notas        |
| ---- | --------------------------------------------- | ------------------- | ------------ |
| 1990 | Halloween Night                               | Bill                |              |
| 1995 | Hackers                                       | Conductor de camión |              |
| 1997 | The Peacemaker                                |                     |              |
| 1997 | Conspiracy Theory                             |                     |              |
| 2000 | Black People Hate Me and They Hate My Glasses |                     | Cortometraje |
| 2006 | Diggers                                       |                     |              |
| 2008 | Jocasta                                       | Edipo               |              |
| 2013 | Mom                                           | Andy                |              |
| 2016 | 37                                            | Archibald Smith     |              |
| 2017 | Let Me Make You a Martyr                      | Charon              |              |
| 2018 | Here and Now                                  | Ray                 |              |
| 2018 | Change in the Air                             | Profesor Hoffman    |              |
| 2020 | Ma Rainey's Black Bottom                      | Slow Drag           |              |
| 2024 | La lección de piano                           | Wining Boy Charles  |              |

### Televisión
| Año       | Título                                     | Papel                                      | Notas                  |
| --------- | ------------------------------------------ | ------------------------------------------ | ---------------------- |
| 1996      | The West                                   | Voz                                        | Miniserie              |
| 1996      | NYPD Blue                                  | Mel                                        | 1 episodio             |
| 1997      | Thomas Jefferson                           | Isaac                                      | Especial de televisión |
| 1997–2010 | Law & Order                                | Reggie Dobbs, Lester Wilkes, Malcolm Young | 4 episodios            |
| 1998      | Trinity                                    | Detective Jackson                          | 1 episodio             |
| 1999      | Cosby                                      | Floyd                                      | 1 episodio             |
| 2001      | Oz                                         | Reinhardt                                  | 1 episodio             |
| 2003–2004 | The Wire                                   | Hermano Mouzone                            | 7 episodios            |
| 2004      | The Jury                                   | Dr. Bertand                                | 1 episodio             |
| 2009      | Flight of the Conchords                    | Nigel Saladu                               | 1 episodio             |
| 2009      | Bored to Death                             | Yusef                                      | 1 episodio             |
| 2010      | Damages                                    | Horatio Emanuel                            | 3 episodios            |
| 2012–2016 | Law & Order: Special Victims Unit          | Cole Draper                                | 6 episodios            |
| 2012      | Royal Pains                                | Sr. Burman                                 | 1 episodio             |
| 2013      | Nurse Jackie                               | Mediador                                   | 2 episodios            |
| 2014      | Blue Bloods                                | Thorton Mead                               | 1 episodio             |
| 2014      | True Detective                             | Maynard Gilbough                           | 8 episodios            |
| 2014      | Matador                                    | Moktar Zola                                | 1 episodio             |
| 2014      | White Collar                               | David                                      | 1 episodio             |
| 2015      | Allegiance                                 |                                            | 2 episodios            |
| 2015      | Gotham                                     | Sid Bunderslaw                             | 3 episodios            |
| 2015      | Show Me a Hero                             | Walt Henderson                             | 5 episodios            |
| 2015–2016 | Person of Interest                         | Travers                                    | 2 episodios            |
| 2016      | BrainDead                                  | Dr. Daudier                                | 1 episodio             |
| 2016      | Madam Secretary                            | Fred Reynolds                              | 3 episodios            |
| 2017      | The Blacklist                              | Iniko                                      | 1 episodio             |
| 2018      | Taken                                      | Hanson                                     | 1 episodio             |
| 2018      | Elementary                                 | Doctor Peter Hanson                        | 1 episodio             |
| 2018      | Random Acts of Flyness                     | Director                                   | 1 episodio             |
| 2019      | She's Gotta Have It                        | Joseph Petiport                            | 1 episodio             |
| 2020      | Lincoln Rhyme: Hunt for the Bone Collector | Dr. Arthur Wasden                          | 1 episodio             |
| 2020      | God Friended Me                            | King Omari                                 | 1 episodio             |